# مايك بيشوب
مايك بيشوب (بالإنجليزية: Mike Bishop)‏ هو محامي ومسير أعمال وسياسي أمريكي، ولد في 18 مارس 1967 في ألمونت في الولايات المتحدة. حزبياً، نشط في الحزب الجمهوري.

## مناصب
- في انتخابات مجلس النواب الأمريكي 2014 [الإنجليزية]‏، انتخب عضو مجلس النواب الأمريكي عن دائرة الدائرة الكونغرسية الثامنة لميشيغان [الإنجليزية]‏ وقد انضم خلال فترته النيابية [الإنجليزية]‏ (6 يناير 2015 – 3 يناير 2017)  للكتلة البرلمانية الحزب الجمهوري.
- في انتخابات مجلس النواب الأمريكي 2016، انتخب عضو مجلس النواب الأمريكي عن دائرة الدائرة الكونغرسية الثامنة لميشيغان [الإنجليزية]‏ وقد انضم خلال فترته النيابية [الإنجليزية]‏ (3 يناير 2017 – 3 يناير 2019)  للكتلة البرلمانية الحزب الجمهوري.
- انتخب عضو مجلس النواب الأمريكي (2015 – 2019).
- انتخب عضو مجلس نواب ميشيغان  [لغات أخرى]‏ (1999 – 2002).
- انتخب عضو مجلس ولاية ميشيغان (2003 – 2010).

## وصلات خارجية
- الموقع الرسمي